# Альберт Джозеф Мор

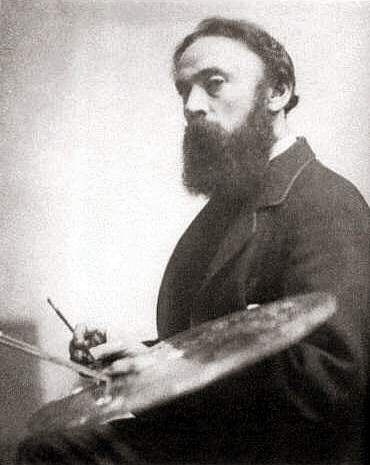
Альберт Джозеф Мор

Альберт Джозеф Мор (англ. Albert Joseph Moore) (4 вересня 1841 — 25 вересня 1893) — англійський художник, відомий своїми зображеннями млостивих і томних жіночих тіл на фоні розкішних інтер'єрів.

## Життя
Альберт Мор народився у Йорку 1841 року, був найменшим із 14 дітей в сім'ї художника Вільяма Мора із Йорка, який в першій половині 19-го століття був відомий як один з найкращих портретистів та пейзажистів в Північній Англії.
Він помер в 1893 році в своїй майстерні на вулиці Спенсер-стріт в Вестмінстері.
Деякі з його творів перебувають в громадських зібраннях. Серед них наймайстернішими є картина «Цвіт» в Національній галереї британського мистецтва, картина «Літня ніч» в Галереї корпорації Ліверпуля, «Мрійниці» в Галереї корпорації Бірмінгема та акварель «Відкрита книга» в Музеї Вікторії та Альберта в палаці в Південному Кенсінгтоні.

## Творчість
Альберт Мор — це художник пре-рафаеліт. Мистецтву його навчив батько та його чотири брата, які теж були художниками. Батько був відомим портретистом, брат Едвін Мор — акварелістом та учителем, брат Вільям Мор — пейзажистом та учителем, брат Джон Колінгем Мор — дитячим художником, пейзажистом та майстром жанрового малюнка.
Після смерті батька А. Мор подався до Лондона, де він вступив до Школи Академії. В той час в його картинах відчувались ознаки школи пре-рафаелітів, художнього стилю, який з'явився в результаті синтезу сучасного символізму та романтичних образів.
В 1860 рр. Альберт Мор працював над замовленнями від компанії Morris, Marshall, Faulkner and Co. В ті часи твори А. Мора стали набувати ознаки неокласицизму. А. Мор дужа активно вивчав античну скульптуру, особливо мармурові статуї в Британському музеї. Основним в його творах стало піклування по декоративну та кольорову гармонію. З 1877 р. він постійно виставлявся в галереї Grosvenor.
Після багатьох подорожей до Риму в його мистецтві розпочав відчуватися вплив класичної скульптури. В його творах зображувались жінки в класичному одязі. Він малював їх або поодинці, або групами, без яких-небудь натяків на історії з Біблії або літературні твори. Особливо це відчувається в картині «Мрійниці».
Найпершими замовленнями для А.Мора були розробка дизайну тканин, шпалер, кахлю, фресок та скла. В усіх його роботах відчувається вплив пре-рафаелізму. Дж. Вістлер (James Abbott McNeill Whistler) захоплювався творами А. Мором та ним самим, як найкращим англійським художником. В 1884 році А. Мор було обрано Товаришем Королівського товариства художників.
Свою першу велику картину «Жертвоприношення Ілії» А. Мор виконав протягом свого п'ятимісячного перебування в Римі в 1863 р. В 1865 р. вона з'явилася в Королівській академії мистецтв. В 1866 р. була виставлена картина ще більших розмірів: «The Shunamite relating the Glories of King Solomon to her Maidens».
В цих творах у А. Мора закріпилось своє художнє переконання, яке він проніс до кінця свого життя, і з яким він посів почесне місце серед британських художників.
А. Мор працював з багатьма художниками пре-рафаелітами, включаючи Лейтона та Дж. Вістлера. З Дж. Вістлером у А. Мора були особливі відносини. Деякий час вони удвох працювали в одній майстерні. До самої смерті А. Мора вони обмінювались досягненнями в техніці малюнка та збагачували один одного ідеями.
Після смерті А. Мора його найближчі друзі організували ретроспективну виставку його творів.
На картині «Літня ніч» зображено чотири жінки, які готуються до сну на розкішному балконі, що виходить на лагуну, залиту місячним світлом. Попри те, що картині явно бракує якогось змісту чи алегорії, однак ознаки еротизму очевидні. Це було звичайним в творах А. Мора та інших художників вікторіанської епохи.
На творчість А. Мора вплинуло його вивчення грецької скульптури та японського мистецтва. Він також відстоював ідею високої вікторіанської епохи про те, що «мистецтво має бути заради себе» («art for art's sake»). Це означало, що формальні та естетичні якості твору панують над його моральним та фактологічним змістом. А. Мор ритмічно розставляв жіночі фігури в своїх картинах, поєднував їх з декоративними аксесуарами. В такий спосіб жіночі фігури були засобом вираження абстрактної мови форм, кольорів, ліній та узорів.

## Галерея

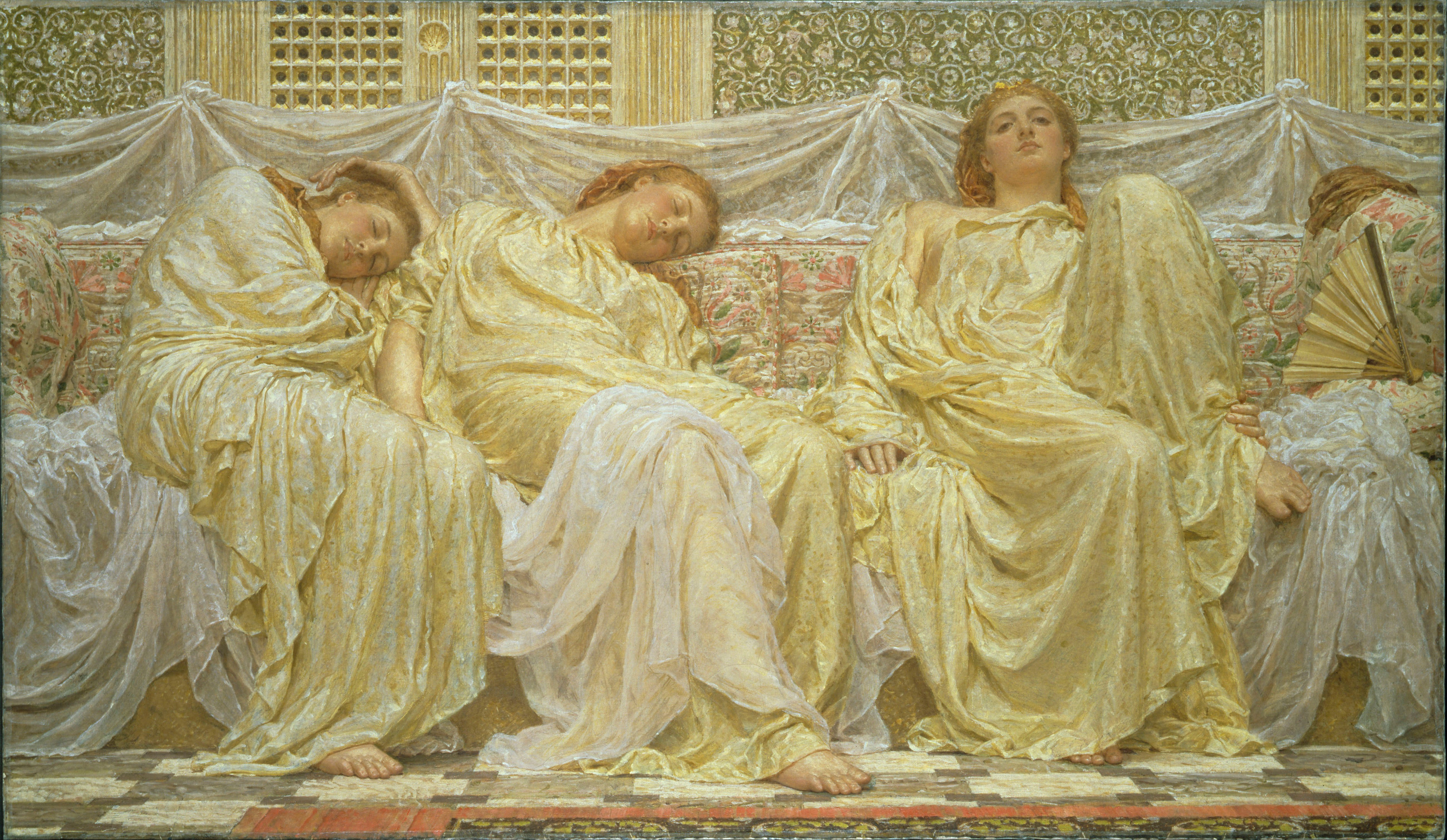
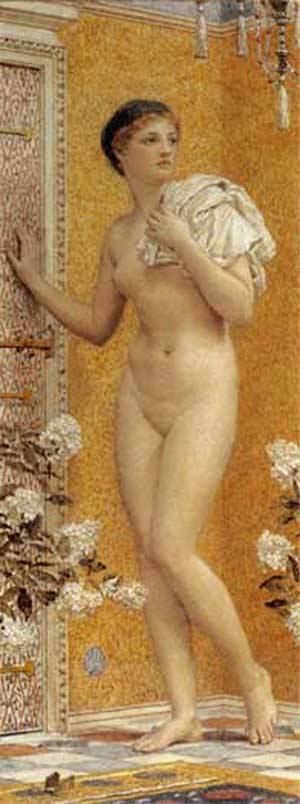
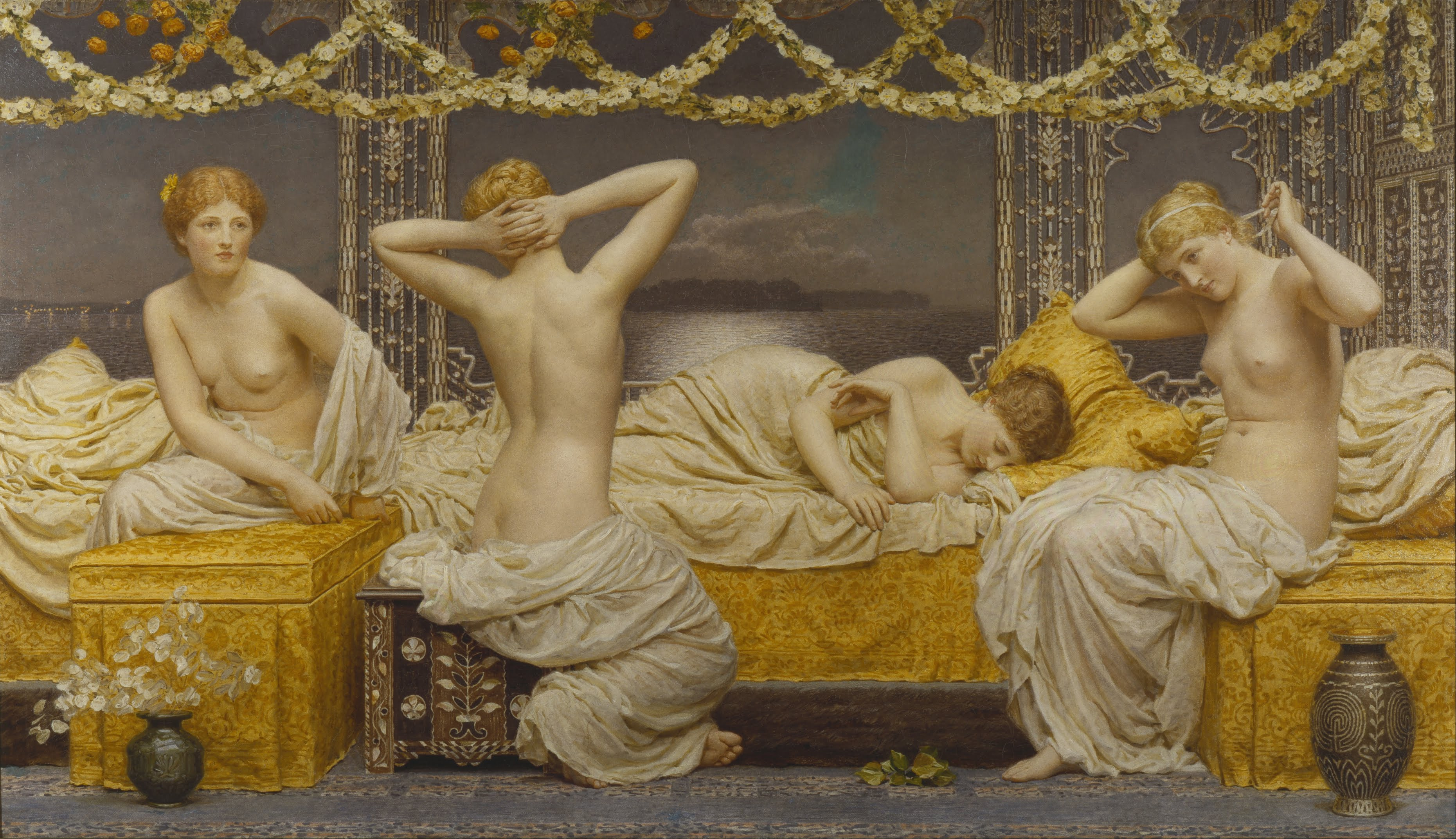
«Літня ніч» (1890 р.)
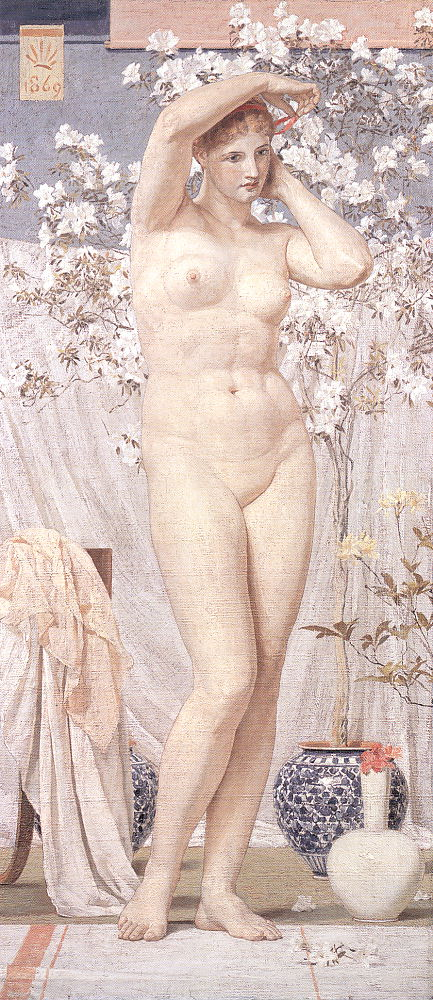
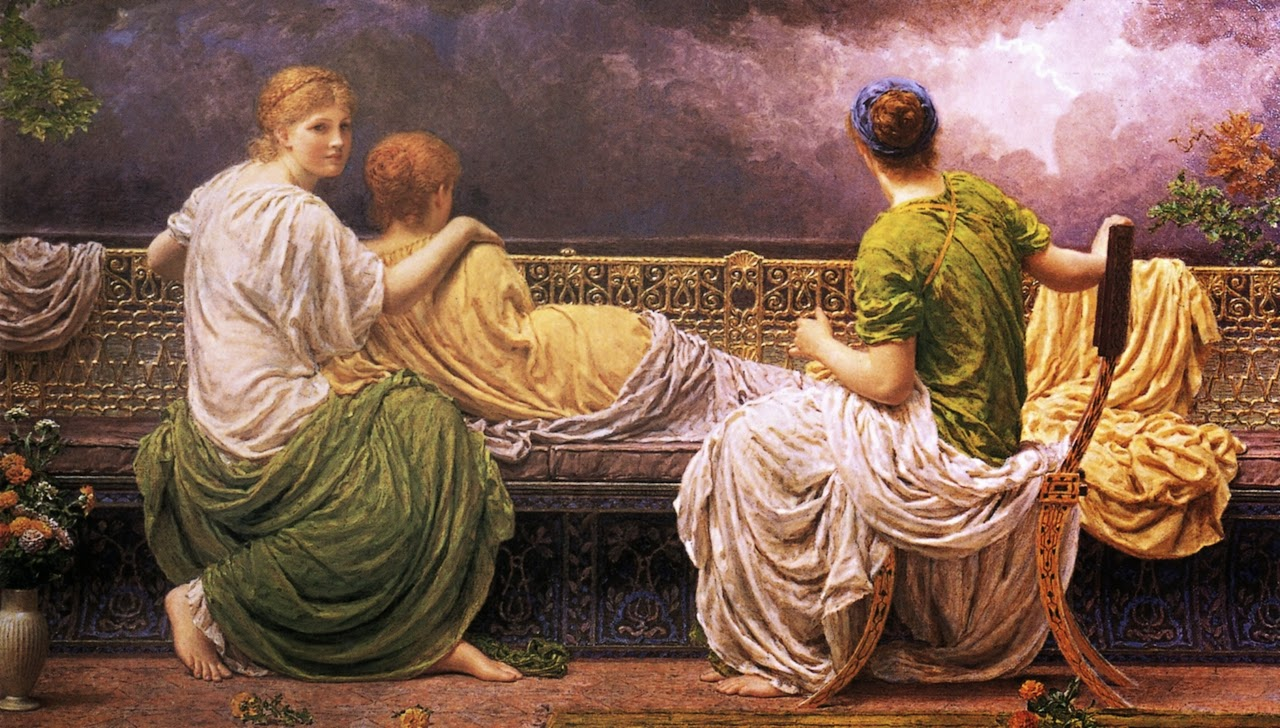
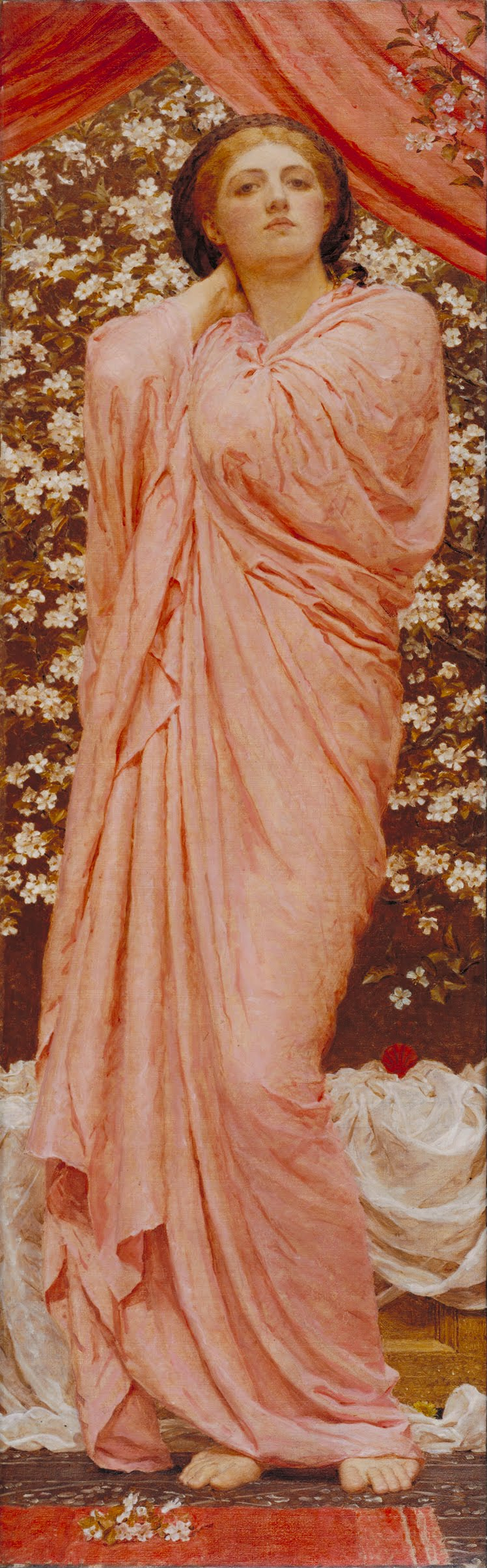
«Цвіт» (1880 р.)
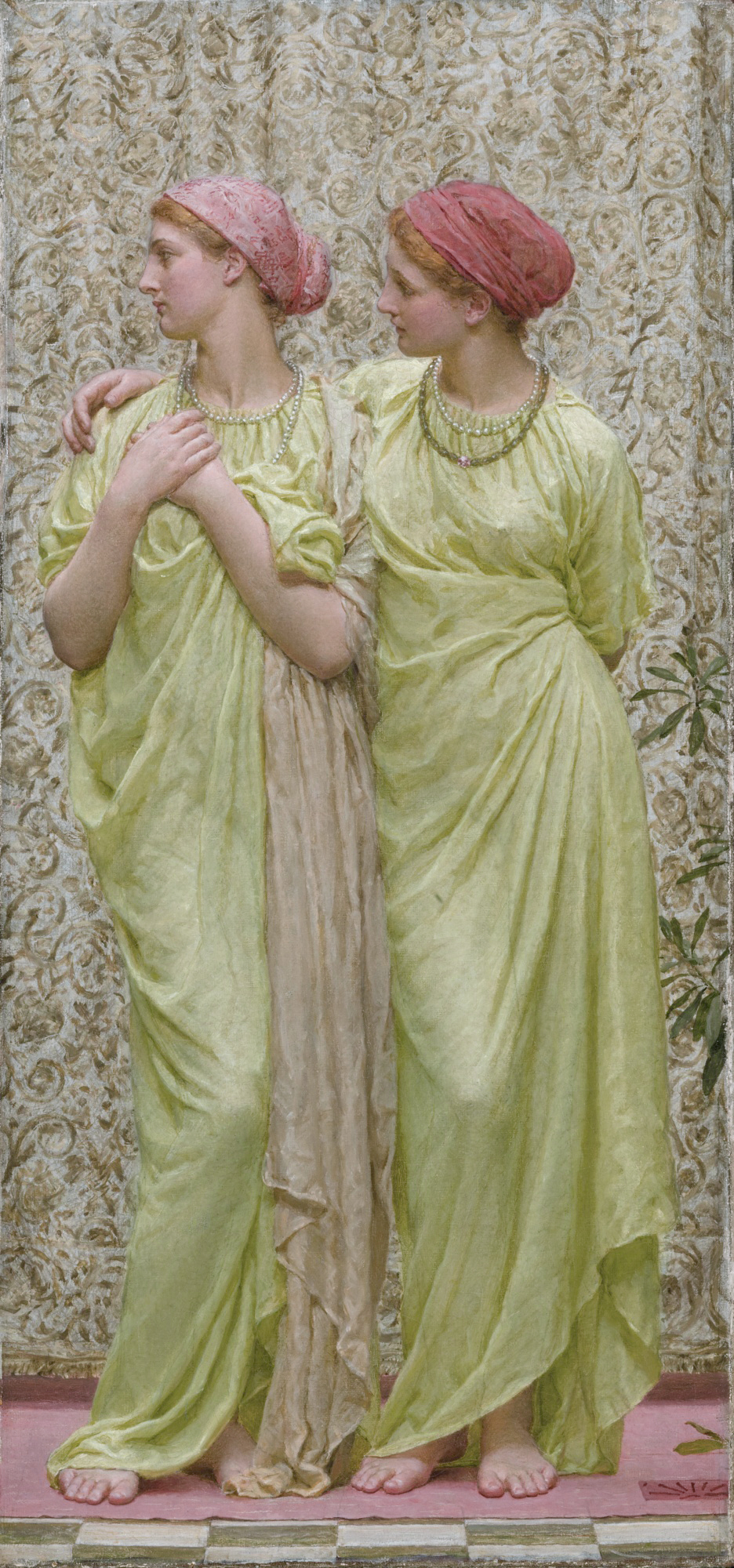
«Топаз» (1879 р.)